# Elizabeth: The Golden Age
Elizabeth: The Golden Age is een historische dramafilm uit 2007 onder regie van Shekhar Kapur. De productie is het vervolg op Elizabeth uit 1998, met dezelfde regisseur en hoofdrolspeelster (Cate Blanchett). Elizabeth: The Golden Age won de Oscar voor beste kostuums en was genomineerd voor die voor beste hoofdrolspeelster (Blanchett). Daarnaast won de film onder meer de Satellite Awards voor beste kostuums en beste art direction en waren er ook nominaties voor de Golden Globe voor beste hoofdrolspeelster (Blanchett) en de BAFTA Awards voor beste hoofdrolspeelster (Blanchett), beste productieontwerp, beste kostuums en beste grime.

## Verhaal
Tien jaar na Elizabeth heeft de katholieke koning Filips II van Spanje Europa in een godsdienstoorlog gestort, die enkel aan Engeland voorbij is gegaan. Filips gaat op zoek naar een goede reden om Engeland aan te vallen. In Engeland is de helft van de bevolking intussen protestants geworden en lijkt Elizabeth I alles onder controle te hebben.

## Rolverdeling
- Cate Blanchett: Elizabeth I van Engeland
- Clive Owen: Walter Raleigh
- Geoffrey Rush: Francis Walsingham
- Samantha Morton: Maria I van Schotland
- Abbie Cornish: Elizabeth Raleigh
- Jordi Mollà: Filips II van Spanje
- William Houston: Don Guerau De Spes